# Folkerepublikken Kinas forfatning
Folkerepublikken Kinas forfatning er den vigtigste lov i Folkerepublikken Kina. Den nuværende version blev vedtaget af Den Nationale Folkekongres den 4. december 1982 med ændringer i 1988, 1993, 1999, og 2004. De tre tidligere udgaver fra 1954, 1975, og 1978 blev annulleret. Forfatningen består af fem dele: et forord, grundlæggende principper, grundlæggende rettigheder og pligter, statens opbygning og Folkerepublikken Kinas flag og Folkerepublikken Kinas nationalvåben.
Forfatningen er opbygget på næsten samme måde som Sovjetunionens forfatning fra 1936 men med væsentlige forskelle fx gav den sovjetiske forfatning en provins ret til at løsrive sig fra unionen mens løsrivelse er forbudt i den kinesiske.